# Leopoldo de Alba y Salcedo
Leopoldo de Alba Salcedo (Vejer de la Frontera, 1843-Madrid, 9 de octubre de 1913) fue un periodista, político, diplomático e historiador español.

## Biografía
Era hijo de Manuel de Alba, maestro de Vejer de la Frontera, y de Soledad Salcedo y Mera. En 1869 escribió la obra La Revolución española en el siglo XIX, que dedicó a los generales Serrano, Prim y Topete.
Dirigió en Madrid los periódicos La Prensa, La Patria, El Puente de Alcolea, El Estandarte, La Opinión, La Política Moderna y La Crónica de España.
Fue elegido diputado a Cortes por el Partido Liberal-Conservador en representación del distrito de Sariñena (Huesca) en dos ocasiones: 1876 y 1879.
Entre 1884 y 1886 fue ministro plenipotenciario de España en China y Siam, secretario de la Comisión Central de Estadística y vicesecretario de la Comisión de Catastro.

## Condecoraciones
Gran Cruz de Isabel la Católica, Mérito Naval, Cristo de Portugal, Orden Real de Amboage, Oficial de la Legión de Honor y otras distinciones nacionales y extranjeras.

## Obras
- La Revolución Española en el siglo XIX (1869)
- La interinidad y sus peligros (1870)
- ¡Viva la integridad de la patria!: artículos publicados en defensa de las Antillas españolas por "La Prensa", diario político de Madrid (1871)
- La dictadura: apuntes políticos de actualidad (1877)